# Deržaj
Deržaj je priimek v Sloveniji, ki ga je po podatkih Statističnega urada Republike Slovenije na dan 1. januarja 2010 uporabljalo 13 oseb in je med vsemi priimki po pogostosti uporabe uvrščen na 16.346. mesto.

## Znani nosilci priimka
- Edo Deržaj (1904 - 1980), slikar, alpinist, planinski publicist
- Marjana Deržaj (1936 - 2005), pevka zabavne glasbe
- Matjaž Deržaj (*1936), alpinist, publicist, scenarist, scenograf, zgodovinar alpinizma na Slovenskem
- Mira Marko Debelak-Deržaj (1904 - 1948), alpinistka in publicistka
- Miran Deržaj (ps. Peter Donat) (1910 - 1959), prevajalec, pisatelj, poliglot